# 2023 DW
2023 DW est un astéroïde géocroiseur de la famille des Aton.
2023 DW orbite actuellement autour du Soleil en 271 jours. Il est passé au périhélie (distance minimale au Soleil) le 26 novembre 2022, puis s'est rapproché de la Terre depuis la direction du Soleil, passant au plus près de la Terre le 18 février 2023 à une distance d'environ 8,7 millions de kilomètres.

## Risques
Il fait environ 50 m de diamètre, soit en gros la taille de l'astéroïde qui causa l'événement de la Toungouska. Il a été découvert par Georges Attard et Alain Maury, grâce au programme de recherche d'astéroïdes MAP (Maury/Attard/Parrott) à San Pedro de Atacama le 26 février 2023, lorsqu'il était à 0,07 UA (10 millions de km) de la Terre. Le 28 février 2023, avec un arc d'observation de 1,2 jours, il était classé à 1 sur l'échelle de Turin pour un impact potentiel le 14 février 2046 à 21:36 UTC. L'approche nominale est supposée se produire environ 6,5 heures avant le scénario d'impact le 14 février 2046 à 15:10 ± 11 heures. Avec un arc d'observation de 13 jours, le score sur l'échelle de Palerme a culminé à –1,89, mais les chances d'impact étaient environ 78 fois plus faibles que le niveau de risque résiduel. Entre le 5 et le 8 mars, l'astéroïde n'a pas été observé car il était à moins de 40 degrés de la Lune gibbeuse décroissante. Le 14 mars 2023, l'agence spatiale européenne fut la première à le rétrograder à 0 sur l'échelle de Turin. Sentry l'a rétrogradé à 0 sur l'échelle de Turin le 16 mars 2023. Il a été retiré des deux tableaux de risque le 20 mars 2023.
| Solution              | Arc d'observation (en jours) | Distance géocentrique nominale d'après JPL Horizons | Région d'incertitude (3-sigma) | Probabilité d'impact | Échelle de Turin | Échelle de Palerme (max) |
| --------------------- | ---------------------------- | --------------------------------------------------- | ------------------------------ | -------------------- | ---------------- | ------------------------ |
| JPL #2 (2023-Feb-28)  | 2 (38 obs)                   | 0,016 5 ua (2 468 000 km)                           | ± 21 million km                | 1:770                | 1                | –2,28                    |
| JPL #5 (2023-Mar-03)  | 4 (55 obs)                   | 0,018 1 ua (2 708 000 km)                           | ± 18 million km                | 1:710                | 1                | –2,21                    |
| JPL #6 (2023-Mar-04)  | 6 (60 obs)                   | 0,009 5 ua (1 421 000 km)                           | ± 13 million km                | 1:543                | 1                | –2,11                    |
| JPL #7 (2023-Mar-05)  | 6 (62 obs)                   | 0,012 4 ua (1 855 000 km)                           | ± 13 million km                | 1:613                | 1                | –2,16                    |
| JPL #8 (2023-Mar-06)  | 6 (62 obs)                   | 0,012 3 ua (1 840 000 km)                           | ± 13 million km                | 1:560                | 1                | –2,12                    |
| JPL #9 (2023-Mar-11)  | 13 (69 obs)                  | 0,012 1 ua (1 810 000 km)                           | ± 8 million km                 | 1:420                | 1                | –1,98                    |
| JPL #10 (2023-Mar-12) | 13 (77 obs)                  | 0,009 7 ua (1 451 000 km)                           | ± 7 million km                 | 1:360                | 1                | –1,89                    |
| JPL #11 (2023-Mar-13) | 15 (91 obs)                  | 0,018 6 ua (2 783 000 km)                           | ± 7 million km                 | 1:670                | 1                | –2,18                    |
| JPL #12 (2023-Mar-14) | 16 (99 obs)                  | 0,019 2 ua (2 872 000 km)                           | ± 7 million km                 | 1:770                | 1                | –2,23                    |
| JPL #13 (2023-Mar-15) | 17 (104 obs)                 | 0,019 8 ua (2 962 000 km)                           | ± 6 million km                 | 1:1000               | 1                | –2,34                    |
| JPL #14 (2023-Mar-16) | 17 (112 obs)                 | 0,021 6 ua (3 231 000 km)                           | ± 5 million km                 | 1:3600               | 0                | –2,90                    |
| JPL #15 (2023-Mar-17) | 18 (115 obs)                 | 0,021 4 ua (3 201 000 km)                           | ± 5 million km                 | 1:3400               | 0                | –2,88                    |
| JPL #16 (2023-Mar-19) | 20 (118 obs)                 | 0,030 3 ua (4 533 000 km)                           | ± 4 million km                 | N/A,                 | N/A              | N/A                      |
| JPL #17 (2023-Mar-20) | 21 (123 obs)                 | 0,031 7 ua (4 742 000 km)                           | ± 3 million km                 | N/A                  | N/A              | N/A                      |

| Date et heure                     | Distance nominale |
| --------------------------------- | ----------------- |
| 14 février 2046 15:10 ± 11 heures | 2 776 366 km      |